# Sambucus nigra
El saúco negro, saúco común o,  simplemente, saúco (Sambucus nigra)  es una especie del género Sambucus, perteneciente a la familia Adoxaceae. Se le conoce también, erróneamente, como sahuco.

## Hábitat
Son nativos de Europa, noroeste de África y sudoeste de Asia.  Es comúnmente conocido como saúco o saúco negro, canillero. Crece en una variedad de condiciones ambientales, tanto en suelo húmedo como en seco, primariamente en localidades soleadas. Es bastante común en algunas zonas, por ejemplo, en las islas británicas, donde crece en bosques y bordes de caminos y se utiliza como seto. En la región mediterránea, por lo general, el saúco aparece ligado a zonas húmedas como ríos y lagos.

## Descripción
Es un árbol o arbusto caducifolio de 4-6 m (raramente 10 m) de altura, tronco con corteza suberosa y ramas con médula blanquecina muy desarrollada.
Posee hojas pecioladas, dispuestas en pares opuestos, de 10-30 cm de largo, pinnadas con 5-7 (raramente 9) folíolos, cada uno de 5-12 cm de largo y 3-5 cm de ancho, con margen serrado, con nervadura central por debajo. Es una hermafrodita: las flores en grandes corimbos en terminales (notablemente aplanados), de 10-25 cm de diámetro, flores individuales blancas, 5-6 mm de diámetro, con 5 pétalos dentados;  polinizado por avispas. Florece a mediados de verano. El fruto es una drupa (con restos del cáliz) púrpura negruzca de 3-5 mm de diámetro, en grupos caedizos a fines del otoño; son importante alimento de muchas aves, principalmente la Sylvia atricapilla (curruca capirotada). 
Hay varias otras especies estrechamente vinculadas al sauco negro, nativas de Asia y de Norteamérica, muy similares, y tratadas como subespecies de S. nigra por algunos botánicos (ver página del género para detalles).
Resiste bien heladas fuertes de -15/-20 °C. Es poco exigente en suelos, tanto húmedos y frescos como terrenos áridos y húmedos. El riego debe ser regular, evitando que el terreno llegue a quedar completamente encharcado. Es atacado por pulgones.

## Consumo
El fruto es comestible, pero es laxante y por ello no es recomendable su consumo crudo; pero es utilizado sin problemas en diversas preparaciones, y se pueden hacer mermeladas y vinos con él. 
No hay que confundir al saúco negro con su pariente el sauquillo (Sambucus ebulus) que es venenoso, incluso los frutos. El sauquillo es una planta más baja que no alcanza la talla de arbusto, y suele ser mucho más común en zonas bajas como el valle del Ebro y otros ríos mediterráneos, como el Júcar.
Debido a su similitud en la abundancia de floración y frutos, en ocasiones también se suele confundir esta especie con las especies de frutos comestibles negros de Viburnum; tales como el Viburnum lentago o el Viburnum prunifolium.

## Taxonomía
Sambucus nigra fue descrita por  Carlos Linneo y publicado en Species Plantarum 1: 269–270. 1753.
Etimología
Sambucus: nombre genérico que deriva de la palabra griega sambuke de un instrumento musical hecho de madera de saúco y un nombre usado por Plinio el Viejo para un árbol posiblemente relacionado con el sauco.
nigra: epíteto latino que significa "negro".
Variedades
- Sambucus nigra var. cerulea (Raf.) B.L. Turner
- Sambucus nigra subsp. maderensis (Lowe) Bolli
- Sambucus nigra subsp. palmensis (Link) Bolli

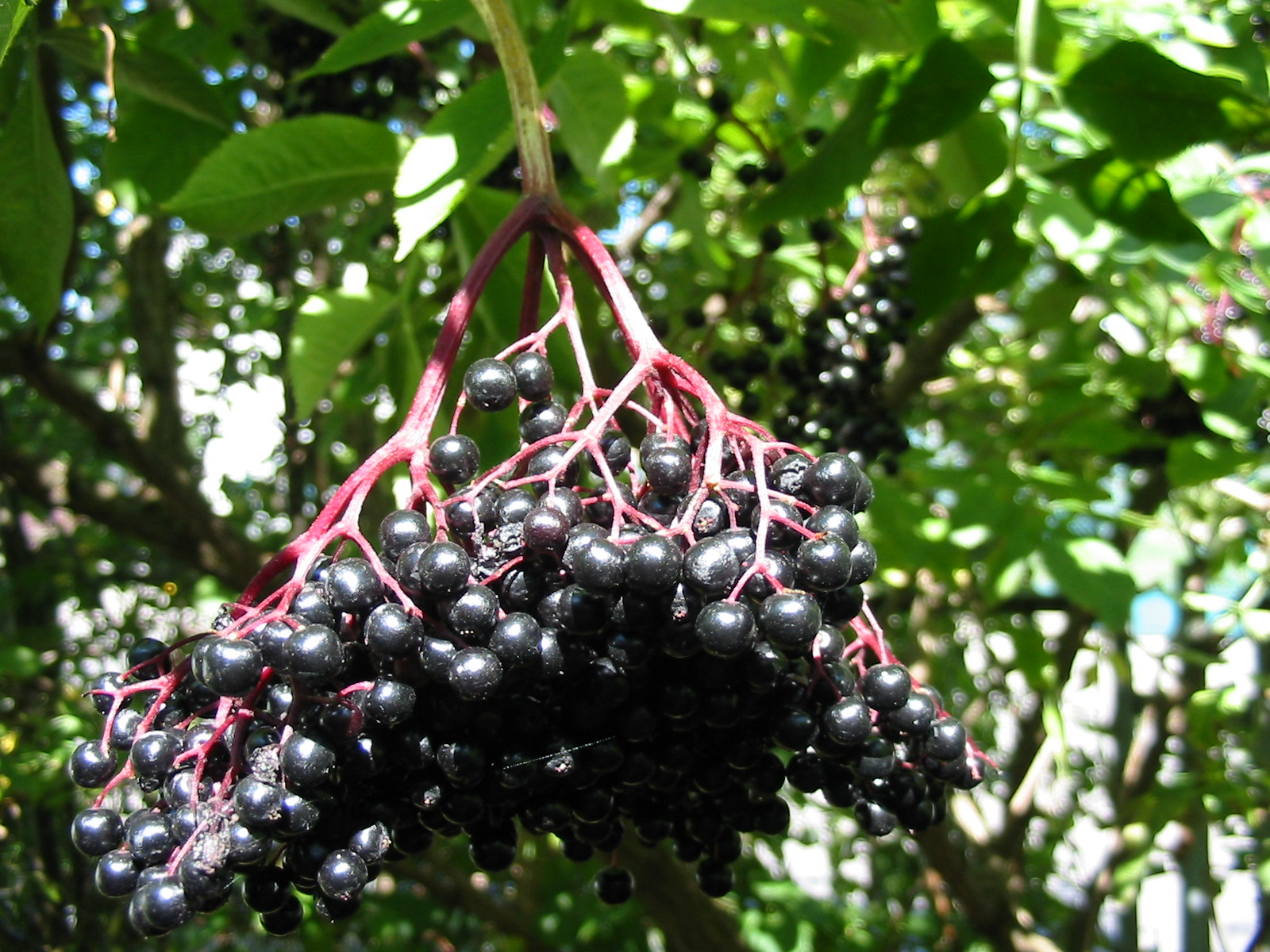
Racimo de bayas.

Sinonimia
- Sambucus graveolens Willd.

## Importancia económica y cultural

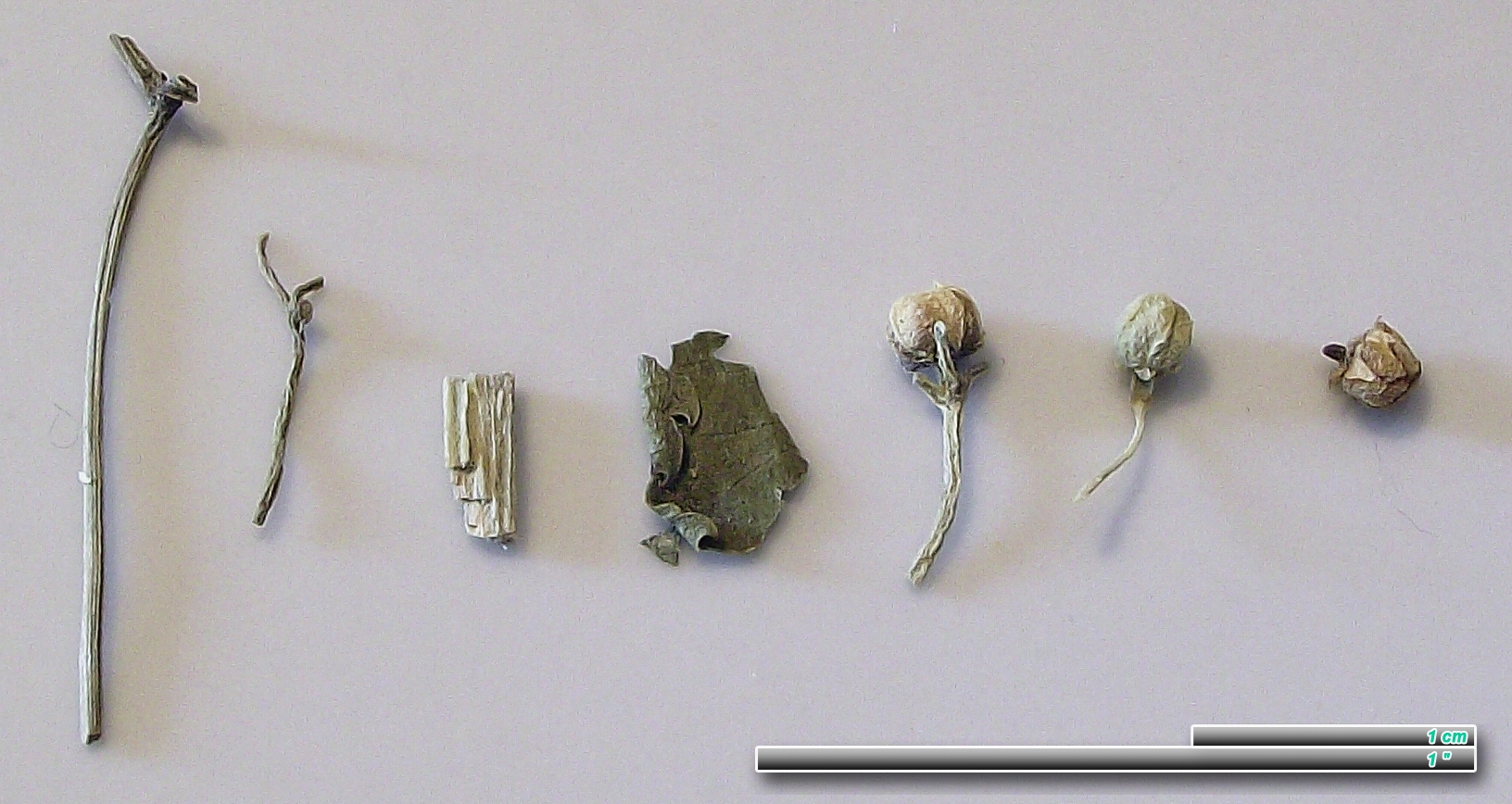
Sambuci flos: Cómo se usan para hacer el té

Es una planta medicinal con una serie de propiedades que la hacen muy recomendada para personas con problemas de retención de líquidos o infecciones de orina, además de ser considerada también una planta ornamental. Es citada también como planta venenosa para mamíferos y  maleza.
- Las cabezas florales se usan en infusión, dando una bebida refrescante, muy usada en el norte de Europa y en los Balcanes. Comercialmente se vende como "cordial de flor de saúco".
- Las bayas son comestibles después de cocinarlas, pero todas las demás partes de la planta son tóxicas, conteniendo cristales tóxicos de oxalato cálcico.
- El follaje, intensamente oloroso, se usaba en el pasado, atado al  caballo, para evitar moscas  mientras se cabalgaba.
- Se emplea para elaborar aguardientes e incluso vinos.
- Se utiliza en sahumerios para problemas de la piel y en infusión para calmar la tos, como sudorífico, lavar los ojos, manchas en rostro, en gargarismos para las anginas y las encías inflamadas.
- Extractos de corteza de tallos, hojas, flores, frutos, raíces se usan para tratar bronquitis, tos, infecciones de vías respiratorias superiores, fiebre.
- En Beerse, Bélgica, hacen ginebra con las bayas, llamada Beers Vlierke.
- Según Jakoba Errekondo, en el País Vasco antiguamente se empleaban las ramas huecas del saúco para hacer cerbatanas de juguete.

En España existen diversas localidades a las cuales esta planta da nombre.

## Cultivo
Tanto por semillas como por esquejes. Por semilla es algo difícil debido a complejas condiciones de letargo, abarcando a la cubierta de la semilla como al embrión.
Probablemente sea muy bueno tratarlas con una "estratificación cálida" de  meses a temperaturas de 25 a 30 °C; y luego 3 a 5 meses de estratificación fría a 4-6 °C.
Estas condiciones se dan naturalmente plantando las semillas a finales del verano, debiendo presentarse la germinación en la primavera siguiente.
Las estacas de madera suave se enraízan con facilidad bajo vidrio, si se cogen en primavera o en otoño, siendo este el método más usado.

## Nombres comunes
- Lenguas españolas (castellano, gallego): binteiro, cañilero, canillero, caninero, cañolero, cohetera, corteza, cresta de gallo, cresta gallo, flauta, higuera, hoja de gallo, sabú, sabuca, sabucal, sabuco, sabuco de Judas, sabuco real, sabugo, sabugueiro, sabugueiru, sabuguero, sabujo, sabuqueiro, sabuquera, sabuquero, saúcal, sacapute, saúco, saúco mayor, saúco negro, sagú, saúgo, saúgu, sahúco, sahuco, samugo, samuquero, sangú, saucal, sauco, sauco blanco, sauco común, sauco mayor, sauco negro, saugo, saugu, sauquero, sayugo, siaúco, siaugo, tilo, yezgo.[11]